# Jarnioux
Jarnioux és un municipi francès situat al departament del Roine i a la regió d'Alvèrnia-Roine-Alps. L'any 2007 tenia 534 habitants.

## Demografia

### Població
El 2007 la població de fet de Jarnioux era de 534 persones. Hi havia 208 famílies de les quals 40 eren unipersonals (16 homes vivint sols i 24 dones vivint soles), 72 parelles sense fills, 92 parelles amb fills i 4 famílies monoparentals amb fills.
La població ha evolucionat segons el següent gràfic:
Habitants censats

### Habitatges
El 2007 hi havia 250 habitatges, 215 eren l'habitatge principal de la família, 24 eren segones residències i 11 estaven desocupats. 235 eren cases i 15 eren apartaments. Dels 215 habitatges principals, 158 estaven ocupats pels seus propietaris, 44 estaven llogats i ocupats pels llogaters i 13 estaven cedits a títol gratuït; 4 tenien dues cambres, 34 en tenien tres, 48 en tenien quatre i 129 en tenien cinc o més. 150 habitatges disposaven pel capbaix d'una plaça de pàrquing. A 87 habitatges hi havia un automòbil i a 118 n'hi havia dos o més.

### Piràmide de població
La piràmide de població per edats i sexe el 2009 era:
| Homes | Edats   | Dones |
| ----- | ------- | ----- |
| 0     | 95 o +  | 0     |
| 0     | 90 a 94 | 0     |
| 0     | 85 a 89 | 4     |
| 4     | 80 a 84 | 0     |
| 4     | 75 a 79 | 24    |
| 8     | 70 a 74 | 4     |
| 8     | 65 a 69 | 8     |
| 20    | 60 a 64 | 16    |
| 4     | 55 a 59 | 16    |
| 28    | 50 a 54 | 16    |
| 28    | 45 a 49 | 16    |
| 12    | 40 a 44 | 40    |
| 28    | 35 a 39 | 28    |
| 24    | 30 a 34 | 8     |
| 20    | 25 a 29 | 24    |
| 8     | 20 a 24 | 8     |
| 24    | 15 a 19 | 8     |
| 24    | 10 a 14 | 8     |
| 28    | 5 a 9   | 16    |
| 16    | 0 a 4   | 12    |

## Economia
El 2007 la població en edat de treballar era de 360 persones, 269 eren actives i 91 eren inactives. De les 269 persones actives 245 estaven ocupades (133 homes i 112 dones) i 24 estaven aturades (14 homes i 10 dones). De les 91 persones inactives 23 estaven jubilades, 33 estaven estudiant i 35 estaven classificades com a «altres inactius».

### Ingressos
El 2009 a Jarnioux hi havia 225 unitats fiscals que integraven 594 persones, la mediana anual d'ingressos fiscals per persona era de 21.929 €.

### Activitats econòmiques
Dels 40 establiments que hi havia el 2007, 1 era d'una empresa extractiva, 3 d'empreses alimentàries, 1 d'una empresa de fabricació de material elèctric, 1 d'una empresa de fabricació d'altres productes industrials, 2 d'empreses de construcció, 7 d'empreses de comerç i reparació d'automòbils, 1 d'una empresa d'hostatgeria i restauració, 1 d'una empresa d'informació i comunicació, 1 d'una empresa financera, 1 d'una empresa immobiliària, 14 d'empreses de serveis, 4 d'entitats de l'administració pública i 3 d'empreses classificades com a «altres activitats de serveis».
Dels 5 establiments de servei als particulars que hi havia el 2009, 2 eren lampisteries, 2 perruqueries i 1 restaurant.
Dels 6 establiments comercials que hi havia el 2009, 3 eren fleques, 1 una llibreria, 1 una botiga d'equipament de la llar i 1 una botiga de material esportiu.
L'any 2000 a Jarnioux hi havia 23 explotacions agrícoles que ocupaven un total de 216 hectàrees.

## Equipaments sanitaris i escolars
El 2009 hi havia una escola elemental.

## Poblacions més properes
El següent diagrama mostra les poblacions més properes.